# Johann Wilhelm Cordes
Pour les articles homonymes, voir Cordes.
Johann Wilhelm Cordes (né à Lübeck en 1824, mort en 1869 à Lübeck), est un peintre allemand.
Il a été professeur à l'École des beaux-arts de Weimar.

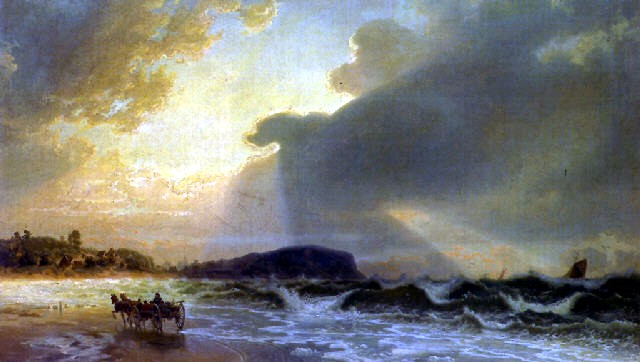
Tableau de Johan Wilhelm Cordes (1854)